# Khentkaus II
Khentkaus II (2475 a.C. – 2445 a.C.) è stata una regina egizia.
Era una donna di stirpe reale che visse nell'Antico Egitto. Era moglie del faraone Neferirkare Kakai della quinta dinastia. È stata madre di due faraoni, Neferefre e Nyuserre Ini.

## Biografia
Khentkaus II era moglie di Neferirkare Kakai. La costruzione del suo complesso funerario di forma piramidale iniziò durante il regno di suo marito, quando il suo titolo era ancora quello di moglie del faraone (hmt nswt). La costruzione della sua tomba fu in seguito interrotta, forse alla morte del marito, mentre successivamente fu ripresa durante il regno di suo figlio. Dopo che l'edificazione fu ripresa, il suo titolo era la madre del re (mwt nswt). Khentkaues II è rappresentata su un blocco insieme a suo marito Neferirkare e ad un suo figlio di nome Ranefer B (Il futuro faraone Neferefre).
Nel complesso della piramide è stato trovato un frammento di calcare che menziona la figlia di un faraone Reputnebty, seguita dal figlio di un faraone Khentykauhor. Dal contesto, Reputnebty era figlia di Nyuserre e quindi nipote di Khentkaus II. Viene menzionato un altro figlio del faraone Irenre Junior (nedjes).

## Titoli
Khentkaus II deteneva diversi titoli tra cui il titolo Mwt-neswt-bity-neswt-bity, che ha in comune con Khentkaus I. Questo titolo non è ancora stato ben compreso e potrebbe significare madre dei due re, o doppio re e madre del doppio re. Altri titoli posseduti da Khentkaus II includono grande uno degli eti-scettro (wrt-hetes), colei che vede Horus e Seth (m33t-hrw-stsh), grande delle lodi (wrt-hzwt), moglie del re (hmt-nisw), moglie del re, sua amata ( hmt-nisw meryt.f), sacerdotessa di Bapef (hmt-ntr-b3-pf), sacerdotessa di Tjazepef (hmt-ntr-t3-zp.f), direttrice dei macellai nella casa dell'acacia (khrpt-sshmtiw-shndt), attendente di Horus (kht-hrw), figlia di Dio (s3t-ntr), compagna di Horus (smrt-hrw e tist-hrw).
La madre del re Khentkaus II è menzionata nei Papiri di Abusir.

## Tomba

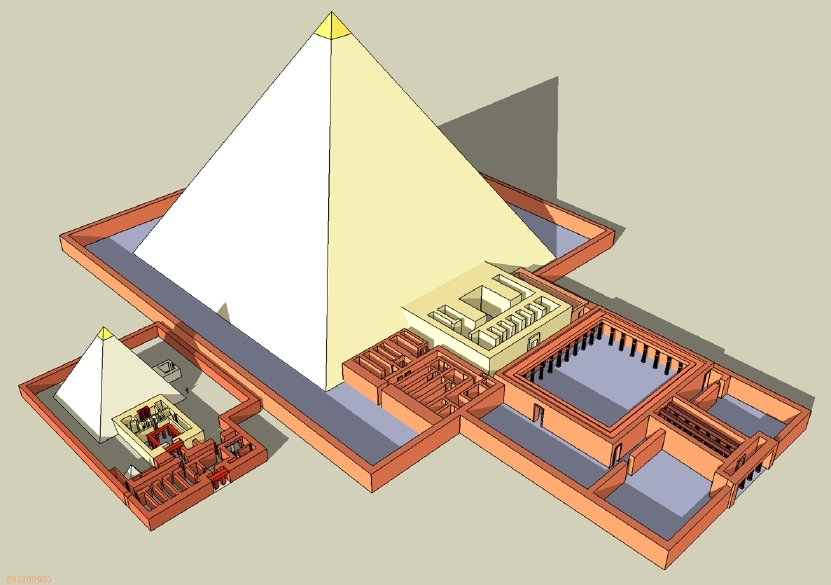
Il complesso piramidale di Neferirkare Kakai e il complesso più piccolo di sua moglie Khentkaus II

Khentkaus II aveva un proprio complesso piramidale ad Abusir, accanto al complesso piramidale di suo marito Neferirkare Kakai. La piramide fu inizialmente scavata nel 1906 da Borchardt. Si pensava quindi che la struttura fosse una doppia mastaba, per cui non venne scavata molto a fondo. Settant'anni dopo l'Istituto ceco condusse uno scavo approfondito del sito. La costruzione della piramide fu probabilmente iniziata durante il regno di suo marito Neferirkare Kakai e terminata durante il regno di suo figlio Nyuserre Ini. La piramide fu saccheggiata durante il Primo Periodo Intermedio. Durante il Medio Regno la piramide fu riaperta e il sarcofago riutilizzato per la sepoltura di un bambino. Entro la fine del Nuovo Regno la distruzione del sito avvenne quando le pietre furono prelevate dal sito per essere riutilizzate altrove.
Il tempio funerario di Khentkaues II era inizialmente decorato, ma i rilievi si danneggiarono, per cui ciò che rimane oggi è una raccolta di frammenti. Le scene includevano inizialmente raffigurazioni di offerte, un pasto funebre, scene agricole, la processione di proprietà funerarie e la famiglia del faraone Nyuserre che salutava sua madre.